# Maxibus
A EMA Maxibus Carrocerias e Equipamentos LTDA (anteriormente conhecida como Metalbus Indústria Metalúrgica Ltda), mais conhecida pela marca Maxibus, é uma empresa fabricante brasileira de carrocerias para ônibus. Era instalada no município de Flores da Cunha, no Rio Grande do Sul. Durante sua recuperação judicial, solicitada em 2008, paralisou suas atividades em duas ocasiões, a primeira em janeiro de 2008 e a última em setembro de 2014, sendo decretada sua falência em 23 de novembro de 2015, no entanto, em 9 de fevereiro de 2018, a empresa retorna à produção após 2 anos e dois meses de inatividade.

## História

### 1993
Em 1993, nasceu a Maxibus, nome fantasia das carrocerias fabricadas pela então Metalúrgica BGP Ltda, de Caxias do Sul/RS, empresa fundada em 1984, por ex-funcionários da Marcopolo.

### 1995
Em 1995, devido ao aumento de pedidos de carrocerias da marca, a empresa se transferiu para o município de Flores da Cunha/RS, já sob a razão social Metalbus Indústria Metalúrgica Ltda, com foco na produção de carrocerias para ônibus urbano.

### 1996
No ano de 1996, a empresa, que produzia uma média de 12 carrocerias por mês, fez uma grande venda, que impulsionou o aumento da produtividade, passando ao patamar de um ônibus/dia. Também nesse ano, a empresa lançou seu primeiro micro-ônibus.

### 1998
Já em 1998, a empresa produzia dois ônibus por dia, e contava com 210 colaboradores, atendendo clientes em todas as regiões do país, desde clientes públicos e privados. A empresa iniciou, a pequenos passos, a conquistar seu espaço no mercado externo, com suas primeiras vendas para o mercado chileno. Nesse mesmo ano, foi lançada a carroceria de ônibus rodoviária para curtas distâncias, sendo batizada pelo nome Lince 3.40. A parir daí, a Maxibus começou a dar nomes a seus produtos, e foi em 2001, que re-estilizou seu micro-ônibus e o batizou de Astor. Em 2002, re-estilizou o urbano, e o batizou de Dolphin. 

### 2005
A Maxibus lançou os novíssimos Lince 3.45 e Lince 3.65, seguindo as tendências de design e funcionalidade exigidas pelo mercado. 

### 2006
A empresa deu seu maior salto na sua historia, transferindo suas atividades para a cidade de Flores da Cunha/RS. Hoje, a Maxibus é reconhecida em toda a América Latina, na África e Oriente Médio, com seus veículos rodando em muitos desses países. 

### 2007
Fez mais uma re-estilização do modelo urbano Dolphin, com linhas mais harmoniosas e que obteve grande destaque na cidade de Teresina/PI, onde se concentra a maior frota de carrocerias Maxibus de todos o país; alavancou as vendas na cidade de São Paulo com seu micro Astor lançado novo modelo 2010, que teve uma nova plataforma e é considerado o mais leve da categoria; além do seu midi ônibus (Dolphin Midi). Re-estilizou a linha de rodoviários Lince 3.25, 3.45 e 3.65.

### 2011
A Maxibus assinou protocolo de intenções para instalação de uma nova fábrica, na cidade de Sobral, no estado do Ceará.

### 2013
A Maxibus re-estilizou novamente o modelo urbano Dolphin.

### 2015
Entra em processo falimentar.

### 2017
Com a negociação da massa falida semelhante à que ocorreu com a massa falida da Busscar, um empresário do Rio grande do Sul de nome Luiz Pagliosa assume toda massa falida e a sede da empresa foi transferida para Erechim. A razão social da empresa agora é Ema Maxibus Industria de Carrocerias e Equipamentos Ltda conforme o novo proprietário. A empresa se limitará à produzir de início apenas o micro-ônibus Astor, mas já pensam em um futuro breve retomar e remodelar o modelo Lince e até o urbano Dolphin.

## Modelos produzidos
Urbanos
- Dolphin 2013 - motores dianteiro, central, traseiro e low entry (Mercedes-Benz, Volkswagen, Agrale, Volvo, Scania e Iveco)

Rodoviários
- Lince 3.25, 3.45 e 3.65 - motores dianteiro e traseiro (Mercedes-Benz, Volkswagen, Volvo, Scania e Agrale)

Micro-ônibus
- Astor III  - chassis Mercedes-Benz, Volkswagen e Agrale

Midi
- Astor Midi - chassis Mercedes-Benz, Volkswagen e Agrale

### Modelos antigos
Urbanos
- Urbano I (1995-1997)
- Urbano II (1998-2001)
- Dolphin I (2002-2007)
- Dolphin II (2007-2012)

Micros
- Micro I (1995-1997)
- Micro II (1998-2001)
- Astor I (2002-2006)
- Astor II (2006-2009)
- Astor 3 (2009-2013)

## Curiosidade
O nome Maxibus foi criado a partir de uma junção das palavras máximo e ônibus, o que deu origem ao slogan "O Máximo em Ônibus".